# Pannonia Savia

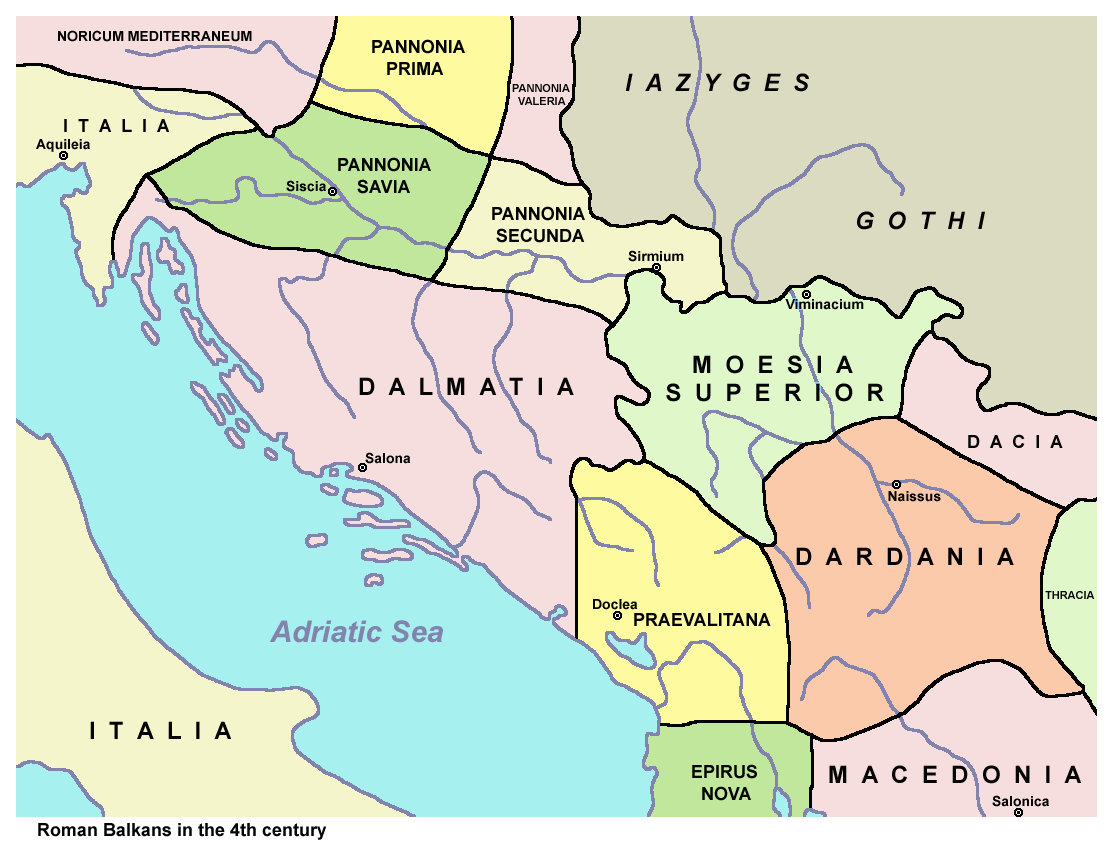

La Pannonia Savia o semplicemente Savia, o ancora Pannonia ripensis, era una provincia romana, creata nel 298 dall'imperatore Diocleziano con la divisione della Pannonia superiore in due province, la Savia e la Pannonia prima. Nel V secolo la Pannonia fu ceduta dall'imperatore Teodosio II agli Unni.
La Ripensis aveva come capitale Siscia, la moderna Sisak (Croazia), e corrispondeva alla zona meridionale della Pannonia superiore, lungo il corso del fiume Sava. Era posta sotto un dux, cui si aggiunse successivamente un corrector.
Oltre a Siscia, le città principali erano:
- Poetovio (moderna Ptuj)
- Iovia (moderna Klostar)
- Servitium (moderna Bosanska Gradiška)
- Aquae Balissae (moderna Daruvar)
- Andautonia (moderna Šćitarjevo)